# Фока
Фока или права фока (лат. Phoca) је род перајара који припада породици правих фока.
Такође, фока је назив за неколико других родова и врста водених сисара из групе перајара, који спадају у породице:
1. правих фока (Phocidae) и
2. ушатих фока.

## Опис
Праве фоке, за разлику од морских лавова и ушатих туљана који припадају другој фамилији, немају спољашње уши и имају мало длака на телу. Њихова задња пераја се не могу савити унапред, па им је кретање по тлу веома тешко.
Међутим, у води су сјајни пливачи. Предња пераја им служе за маневрисање, задња пераја користе за давање погона, а тело је хидродинамично да би смањило отпор при пливању. Фоке затварају своје ноздрве при пливању да им вода не би ушла у плућа.
Одрасле фоке достижу до 2 метра, а мужјаци су мало већи од женки. Њихова кратка длака варира од сребрносиве до смеђе, па чак и црне.

## Исхрана
Обичне фоке се хране љускарима, мекушцима, пешчаним јегуљама и др,

## Врсте
Род обухвата две савремене врсте:
- пегава фока;
- обична фока или туљан[2].

| Слика | Име         | Научно име     | Распрострањеност                                    |
| ----- | ----------- | -------------- | --------------------------------------------------- |
|       | Пегава фока | Phoca largha   | Бофорово, Чукотско, Берингово и Охотско море        |
|       | Обична фока | Phoca vitulina | северни Атлантик и Пацифик, Балтичко и Северно море |

Донедавно је пегава фока (Phoca largha) сматрана подврстом обичне фоке (Phoca vitulina), али данас је призната као посебна врста.

### Врсте раније сврставане у род
Род данас садржи само две врсте, међутим још неколико врста је у прошлости сврставано у овај род, те врсте су издвојене и налазе се у родовима Pusa, Pagophilus и Histriophoca. Такође, раније су у овај род сврставани и фосили чији таксономски положај није био сигуран.
Врсте које су у прошлости сврставане у род Phoca:
- каспијска фока;
- прстенаста фока;
- бајкалска фока;
- пругаста фока;
- гренландска фока (Pagophilus groenlandica).